# Kačji potočnik
Kačji potočnik (znanstveno ime Ophiogomphus cecilia) je vrsta raznokrilih kačjih pastirjev iz družine porečnikov, razširjena po Srednji in Vzhodni Evropi ter zahodu Sibirije.

## Opis
Je velik in močno grajen kačji pastir, odrasli dosežejo 50 do 60 mm v dolžino. Prepoznavni so po kijasto zadebeljenem zadku ter živozeleni obarvanosti glave in oprsja z ozkimi črnimi progami. Tudi noge so rumenkasto zelene z vzdolžnimi črnimi črtami. Osnovna barva zadka je črna, z dolgo trikotno liso bledorumene barve na hrbtni strani vsakega člena razen prvih dveh, na katerih je lisa zelena.
Odrasli pogosto letajo nad sredino toka večjih rek, zato jih je včasih težko odkriti.

## Habitat in razširjenost
Kačji potočnik se običajno razmnožuje v rekah in večjih potokih z vsaj delno nezasenčenimi bregovi, najraje takimi z nereguliranim tokom. Ličinke živijo na peščenem dnu, zato se vrsta ne pojavlja ob hitrih gorskih potokih s kamnitim dnom in počasi tekočih rekah z muljastim dnom.
Je edina vrsta svojega rodu v Evropi, splošno razširjena v Srednji in Vzhodni Evropi, proti zahodu in jugu pa postaja redkejša. Na zahodu so meje območja razširjenosti porečja Loare, Rena in Pada, na Balkanu pa se proti jugu populacija redči bolj postopoma in doseže severovzhod Grčije ter evropski del Turčije. Na vzhodu sega razširjenost prek zahodne Sibirije in severnega Kazahstana do Bajkalskega jezera. V tem delu območja razširjenosti poseljuje gozdnate stepe in ga v drugih habitatih nadomeščajo vzhodnoazijske vrste rodu Ophiogomphus.
Tekom 20. stoletja je kačji porečnik izginil iz več delov Evrope zaradi onesnaževanja in regulacije vodotokov, od 1990. let pa po izboljšanju upravljanja z vodami populacija okreva. V Sloveniji živi močna populacija v porečjih Drave in Mure na severovzhodu države, kljub slabši kakovosti vode, kar pa utegnejo ogroziti dodatni regulacijski posegi. Na Rdeči seznam kačjih pastirjev iz Pravilnika o uvrstitvi ogroženih rastlinskih in živalskih vrst v rdeči seznam je kačji porečnik uvrščen kot ranljiva vrsta.